# Portrait de Charlotte du Val d'Ognes
Le Portrait de Charlotte du Val d'Ognes (ou Jeune Femme dessinant) est un tableau réalisé en 1801 attribué à la peintre française Marie-Denise Villers. Il fait partie de la collection du Metropolitan Museum of Art de New York. Le tableau a été acquis par le musée en 1922 sous l'attribution à Jacques-Louis David. Plus tard, il fut attribué à Constance-Marie Charpentier et enfin à Villers. Certains historiens de l'art ont suggéré que cette toile serait un autoportrait, mais elle est maintenant considérée par le Metropolitan Museum of Art comme un portrait de Marie Joséphine Charlotte du Val d'Ognes.

## Histoire et attribution
Parce que le tableau n'est pas signé, il a été attribué de manière incorrecte au fil du temps. Il a été exposé pour la première fois au Salon de Paris de 1801, année où Jacques Louis David a boycotté l'exposition. Un membre de la famille Val d'Ognes croyait pourtant qu'il avait été peint par David. Le Met a acheté le tableau, attribué à David, pour deux cent mille dollars en 1922. En 1951, Charles Sterling du Met a admis que le tableau n'était peut-être pas de David. Sterling a été averti pour la première fois que le tableau n'était pas de David parce que l'artiste avait boycotté le Salon de 1801. L'erreur a été publiée dans le Bulletin de janvier 1951 du Met,. Le tableau a peut-être été celui de Constance-Marie Charpentier car certaines preuves trouvées dans les entrées du Salon semblent indiquer qu'il s'agissait du sien, cependant le nom de David n'a été retiré qu'en 1977. La réattribution du tableau par Sterling à Charpentier était également basée sur l'analyse de sa peinture, Mélancolie (1801).
En 1996, Margaret Oppenheimer réalisa que le tableau devait plutôt être attribué à Marie-Denise Villers,. La réattribution d'Oppenheimer est basée sur sa ressemblance avec une œuvre contemporaine de Villers, Une jeune femme assise devant une fenêtre.

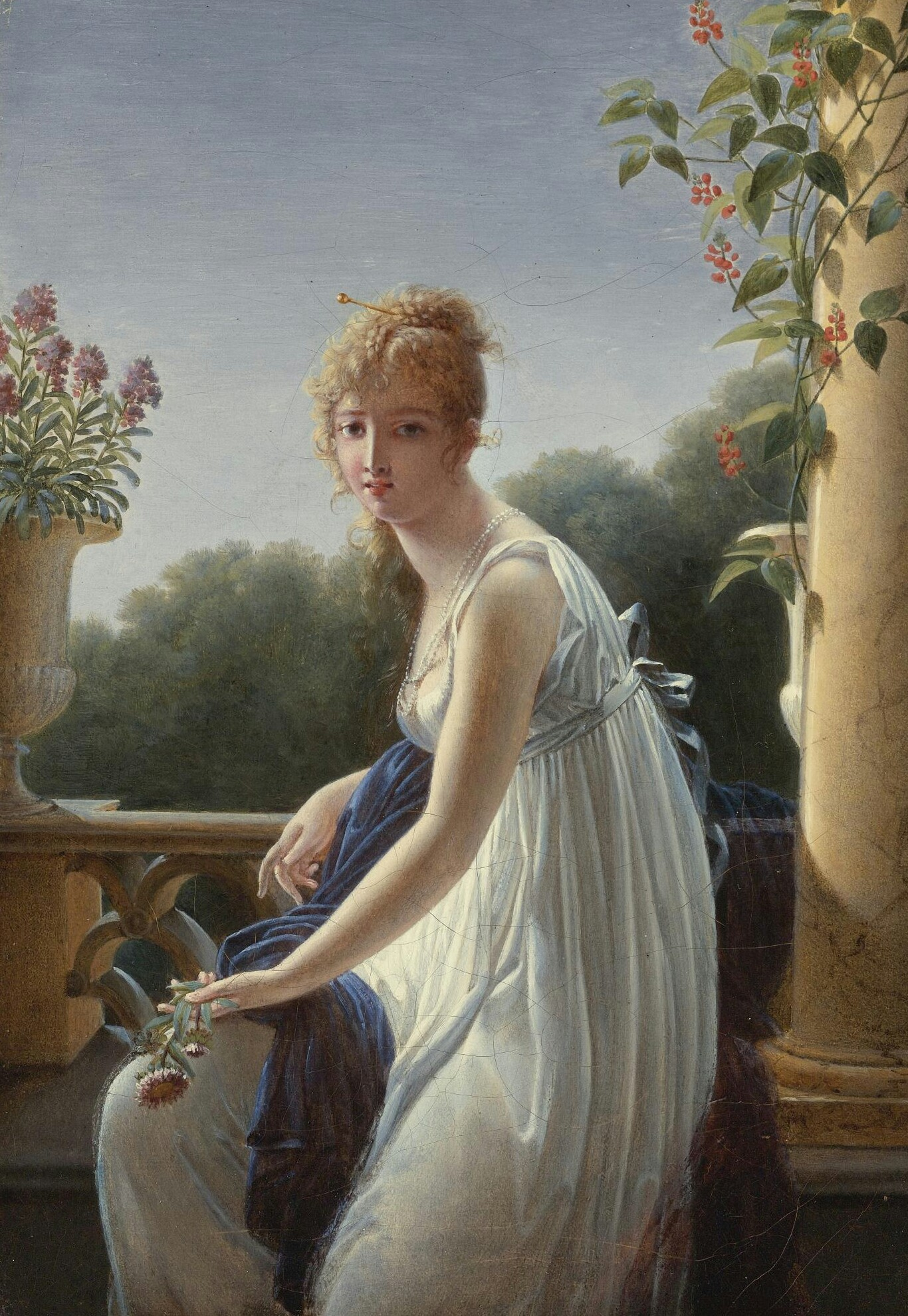
Une jeune femme assise devant une fenêtre, par Marie-Denise Villers, c.1799

## Description et interprétation
L'œuvre représente une femme dessinant devant une fenêtre brisée. Derrière la femme, un couple se tient sur un parapet. Dans le Concise Dictionary of Women Artists (2001), Valerie Mainz décrit la vitre brisée comme un « tour de force de l'art du peintre distinguant, dans son effet trompe-l'œil, la vue de la scène extérieure comme pouvant être observée seulement en partie à travers le verre ». La salle représentée dans le tableau est en fait une galerie du Louvre, comme l'a découvert l'historienne de l'art Anne Higonnet (en),,.
À l'époque où le tableau était présumé être celui de David, on supposait que la femme dans le tableau était son élève, le dessinant comme il la peignait. André Maurois a dit que c'était « une image parfaite, inoubliable ». La critique de l'œuvre avant son attribution à Charpentier était souvent positive,.
Après que Sterling ait admis que la toile n'était peut-être pas celle de David, il l'a qualifiée de « portrait impitoyable d'une femme intelligente et simple ». Il a estimé aussi que l'anatomie du portrait était incorrecte. D'autres critiques ont soudainement trouvé des défauts dans le portrait, maintenant qu'il n'était plus considéré comme un David et attribué à Charpentier à la place,. James Laver a écrit de la peinture en 1964 : « Bien que la peinture soit extrêmement attrayante comme pièce d'époque, il y a certaines faiblesses dont un peintre du calibre de David n'aurait pas été coupable ».
Dans une version plus moderne, Germaine Greer a écrit que l'œuvre « ne cherche pas à charmer, ni à dépeindre la vitalité sexuelle de son modèle » et a estimé qu'il s'agissait d'une peinture féministe par nature. D'autres critiques ont également attribué un aspect féministe à la peinture.
La galerie du Louvre découverte par Higonnet en 2014 était utilisée par les femmes pour enseigner et s'instruire en art. Higonnet croit donc que la peinture est un portrait d'une femme par une femme. La femme nommée, Marie Joséphine Charlotte du Val d'Ognes (1786–1868), voulait autrefois être une artiste professionnelle, mais a choisi d'abandonner l'art lorsqu'elle s'est mariée. Bridget Quinn décrit la peinture comme un moment où « deux jeunes femmes désireuses de faire de l'art se sont retrouvées dans une brève période d'opportunité, lorsque l'instruction, l'exposition et même la gloire étaient possibles ».
Le tableau a figuré en page couverture du numéro de la revue ARTnews de janvier 1971 dans lequel a été publié Pourquoi n'y a-t-il pas eu de grandes artistes femmes ? (Why Have There Been No Great Women Artists?) de Linda Nochlin, considéré comme un essai pionnier de l'histoire de l'art féministe.